# تاريخ إسبانيا الحديث

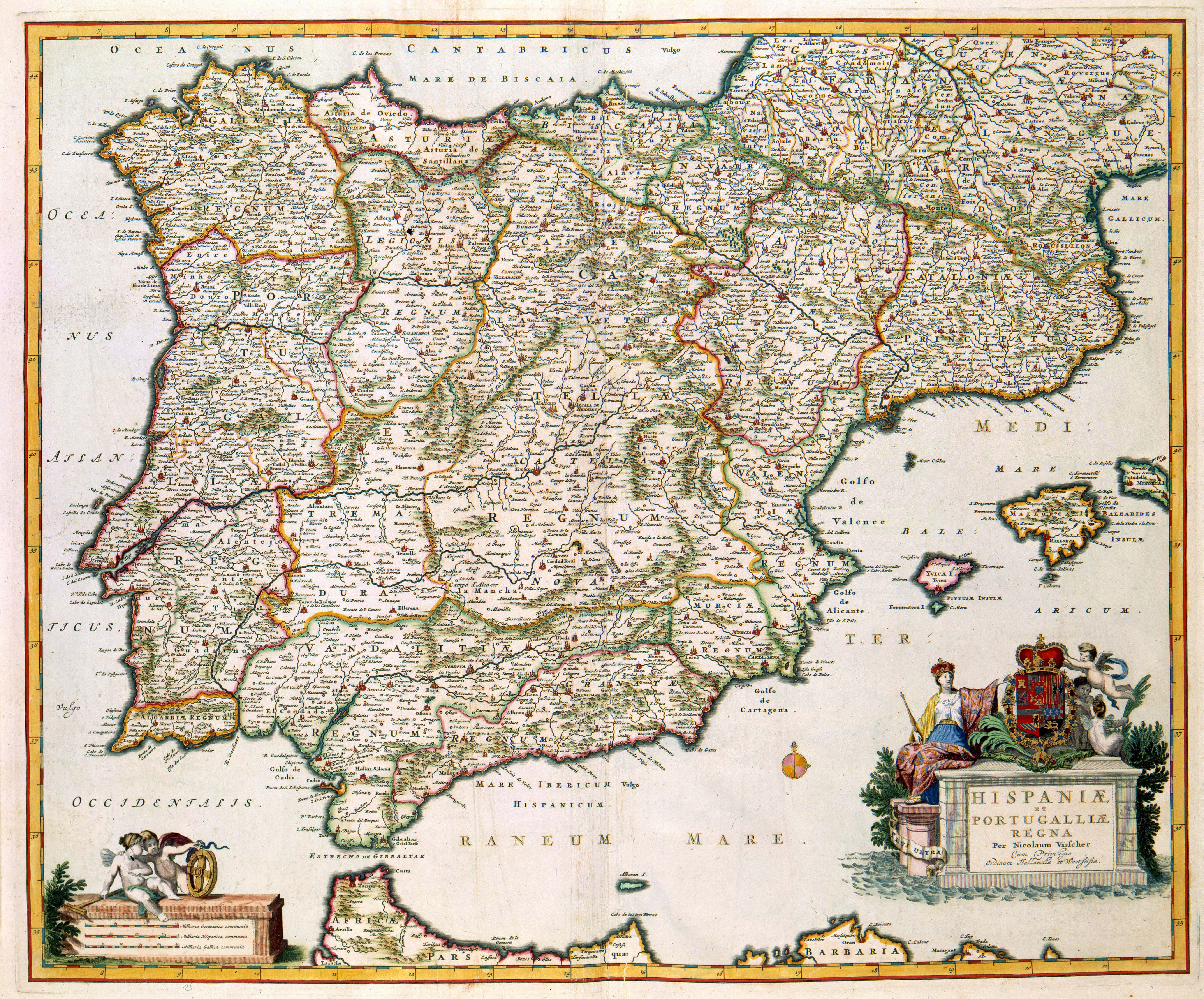
خريطة إسبانيا والبرتغال - أطلس فان دير هاجن

تبدأ الحقب التي تندرج في تاريخ إسبانيا الحديث:
- الحقبة الحديثة المبكرة لإسبانيا
  - إسبانيا هابسبورغ (في القرنين 16 و 17)
    - إسبانيا في القرن 17

  - إسبانيا البوربون (القرن 18)
- إسبانيا القرن 19
  - تاريخ إسبانيا (1810–1873)
- عودة البوربون (1874–1931)
- إسبانيا القرن 20
  - الجمهورية الإسبانية الثانية (1931–1939)
  - إسبانيا في عهد فرانكو (1936–1975)
- تاريخ إسبانيا (1975–الحالي)